# Karsten Hochapfel
Karsten Hochapfel (* 1978 in Tettnang am Bodensee) ist ein deutscher Jazzmusiker (Gitarre, Violoncello, Komposition).

## Wirken
Hochapfel, der ab 2001 am Richard-Strauss-Konservatorium in München studierte, tourte zunächst mit Embryo. Dann machte er 2002 im Djaosch Macholi Orchestra um Wanja Slavin auf sich aufmerksam. 2003 gründete er sein Ensemble Das rote Gras, mit dem er, bereits in Paris lebend, zwei Alben vorlegte.
2021 trat Hochapfel im Quartett mit Louise Jallu, Grégoire Letouvet und Alexandre Perrot im Birdland Neuburg auf; ein Mitschnitt des Konzerts wurde im Deutschlandfunk gesendet. 2023 legte er mit dem Yeliz Trio, das er mit dem Pianisten Mathieu Bélis und dem Schlagzeuger Thomas Ostrowiecki, bildete, das Album The Wanderer vor, das gute Kritiken erhielt. Weiterhin arbeitete er mit Naïssam Jalal. Er ist auch auf Alben mit dem Wanja Slavin Quintett und Fjoralba Turkuzu hören. Er arbeitete auch für den Film.

## Diskographische Hinweise
- Das rote Gras (Meta 2007, mit Aggeliki Koufou, Mathias Götz, Adeline Salles, Daniel Glatzel, Sophie Bernado Benny Schäfer, Gabriel Hahn)
- Das rote Gras: Zipotam (Meta Records 2010, mit Sylvaine Hélary, Mathias Götz, Adeline Salles, Daniel Glatzel, Benny Schäfer, Gabriel Hahn)
- Odeia: Parlami (Wopela 2018)
- [Uns] (MiRR 2021, mit Antoine Viard, Benjamin Sanz)
- Yeliz Trio: The Wanderer (Unit Records 2023, mit Mathieu Bélis, Thomas Ostrowiecki sowie Matthieu Michel, Daniel Zimmermann)
- Le Cri du Caire (Les Disques du Festival Permanent 2023, mit Erik Truffaz, Peter Corser, Abdullah Miniawy)